# Belokomíti
Belokomíti (Belokomiti) är en ort i Grekland.   Den ligger i prefekturen Nomós Kardhítsas och regionen Thessalien, i den centrala delen av landet, 220 km nordväst om huvudstaden Aten. Belokomíti ligger 871 meter över havet och antalet invånare är 146. Den ligger vid sjön Technití Límni Plastíra.
Terrängen runt Belokomíti är kuperad åt nordost, men åt sydväst är den bergig. Runt Belokomíti är det glesbefolkat, med 12 invånare per kvadratkilometer. Närmaste större samhälle är Neochóri, 2,0 km norr om Belokomíti. I omgivningarna runt Belokomíti växer i huvudsak blandskog.